# Isole Moscos
Le isole Moscos sono un arcipelago situato nel mare delle Andamane, poco al largo della costa settentrionale della regione di Tanintharyi, nella parte meridionale della Birmania.
Dal punto di vista amministrativo, dipendono dal distretto di Tavoy (Dawei) nella divisione di Taninthayi. Fino al 2015 sono rimaste chiuse all'accesso dei turisti e solo recentemente è divenuto possibile visitarle, coprendo in circa 90 minuti il braccio di mare che separa San Hlen da Thae Balot, nelle isole meridionali; le infrastrutture ricettive sono naturalmente ancora piuttosto basiche.

## Geografia
La catena di isole è lunga circa 70 km e si trova 15 km al largo della costa, seguendola parallelamente. L'area totale della superficie emersa delle isole Moscos è di 49.19 km2.
Le isole sono disabitate, salvo per alcuni gruppi di pescatori originali delle località costiere più prossime che stabiliscono delle basi temporanee su alcune isole durante la stagione secca. Tradizionalmente, queste popolazioni sono impiegate nella pesca, nel taglio di legname e nella raccolta di uova di tartaruga, nidi di rondine commestibili (Aerodramus fuciphagus) e prodotti della foresta.

## Ecologia
In linea di massima, tutte le isole sono coperte da una spessa coltre vegetale e si innalzano sul mare su coste rocciose ripide. I piccoli isolotti ripidi praticamente inaccessibili sono luoghi di nidificazione delle rondini (Aerodramus fuciphagus), che costruiscono nidi commestibili e piuttosto ricercati. Le spiagge sono terreno di riproduzione di diverse specie di testuggini; nel 1924, durante l'epoca coloniale, l'intero arcipelago fu dichiarato riserva di caccia e nel 1927 trasformato in una santuario della natura, ma i locali sono sempre andati a raccogliere uova e nidi per i propri commerci.
Attualmente, l'intero arcipelago è un'area protetta, il Moscos Islands Wildlife Sanctuary. Ufficialmente, esiste un limite alla quantità di uova di testuggine e di nidi commestibili che possono essere raccolti.

## Isole
Ci sono quattro distinti gruppi di isole nell'arcipelago:
- Moscos settentrionali
  - Isole Heinze 14°24′N 97°46′E, un grupo di quattro isole e un'isolotta, che prende nome dal fiume Heinze, la cui foce è situata 25 km a NNE. Heinze Bok, l'isola maggiore è lunga 3,2 km e larga 1,4, il punto più elevato raggiunge i 312 m.
  - Gruppo Bok Ye-gan 14°18′N 97°47′E Bok Ye-gan, approssimativamente circolare con un diametro di 2 km, è l'unica isola relativamente grande. Il punto più elevato si trova a 359 m. Il resto del gruppo è costituito da sei isolotti sparsi.
- Moscos centrali (isole Maungmagan) 14°09′N 97°47′E costituite da due isole maggiori e due isolotti. L'isola Sabyat è quella più settentrionale, con la punta più elevata a 119 m. L'isola maggiore, isola Nord, è lunga 6,6 km e larga 3,3 km; il suo punto più elevato raggiunge i 312 m.
- Moscos meridionali (isole Launglon Bok) 13°51′N 97°55′E, hanno due isole principali: Aek Bok di 6 km di lunghezza e Auk Bok che raggiunge i 10 km, allineate in direzione nord-sud. Hngettaik Kyun è molto minore, con 1,5 km di lunghezza e si trova tra le due principali. Auk Bok è anche l'isola più estesa dell'intero arcipelago. Le Moscos meridionali sono circondate dalla barriera corallina e nel 1982 era stato proposto di trasformare il gruppo di isole in un parco nazionale marino.[5] In queste isole sorge una base militare dell'esercito birmano.